# Acelerador en jefe
Acelerador en Jefe (chino simplificado: 总加速师; chino tradicional: 總加速師; pinyin: zǒng jiāsù shī) es un apodo o jerga utilizada por los internautas chinos para satirizar a Xi Jinping, actual secretario general del Partido Comunista de China. (PCCh) y líder supremo de la República Popular China (RPC), cuyas políticas internas y exteriores aceleran el proceso de "llevar a China a una fuerte rivalidad con las superpotencias" o "el colapso del PCCh". Este término sigue el modelo de Arquitecto en Jefe (chino: 总设计师), un título de uso común para Deng Xiaoping, el líder chino que inició la reforma y apertura de China al mundo.
Se hizo popular a principios de 2020 en Twitter y los liberales chinos y los partidarios de la democracia lo utilizan ampliamente como una jerga para expresar su descontento con la censura y las políticas arbitrarias. Algunos usuarios piensan que si el sistema no tiene solución o reparación, en lugar de oponerse o corregir sus problemas, es una mejor opción para acelerar su curso original hacia la desaparición.